# Орфордвил (Висконсин)
Орфордвил (енгл. Orfordville) град је у америчкој савезној држави Висконсин.

## Демографија
По попису из 2010. године број становника је 1.442, што је 170 (13,4%) становника више него 2000. године.
| Група             | 2000.         | 2010.         |
| Белци             | 1.226 (96,4%) | 1.356 (94,0%) |
| Афроамериканци    | 7 (0,6%)      | 9 (0,6%)      |
| Азијати           | 0 (0,0%)      | 4 (0,3%)      |
| Хиспаноамериканци | 29 (2,3%)     | 63 (4,4%)     |
| Укупно            | 1.272         | 1.442         |